# Потехин, Александр Владиславович
Александр Владиславович Потехин (род. 25 ноября 1961 года, Ленинград, РСФСР, СССР) — журналист, вице-губернатор Санкт-Петербурга с 1998 по 2001 год, директор ИТАР-ТАСС-Санкт-Петербург.

## Биография
Окончил Ленинградский институт авиационного приборостроения по специальности «Радиотехника».
Несколько лет являлся высокопоставленным функционером ленинградских структур ВЛКСМ и КПСС. После распада СССР остался верным левым убеждениям, возглавляя Петербургскую организацию «Социалистической единой партии России», затем новгородскую организацию партии «Справедливая Россия». С момента начала рыночных реформ играл значительную роль в культурной и общественной жизни Санкт-Петербурга и России: стоял у истоков «Новой газеты» (будучи в 1992—1994 годах председателем совета директоров издания), в 1994—1997 и 2001—2013 годах возглавлял в должности президента «Комсомольскую правду — Санкт Петербург».
В октябре 1997 года назначен был В. А. Яковлевым председателем Комитета по печати и связям с общественностью Администрации Санкт-Петербурга, затем вице-губернатором (с 1998 года). Совместно с Германом Грефом в 1998 году создал телерадиокомпанию «Петербург — 5 канал», до 2003 года являлся председателем Совета директоров компании. В тот же период возглавлял советы директоров газет — «Санкт-Петербургских ведомостей» и «Вечернего Петербурга». В ноябре 2001 года подал в отставку с поста вице-губернатора Санкт-Петербурга.
В дальнейшем связал свою жизнь с общественной деятельностью и профессиональными консультациями в сфере коммуникационных технологий и семантического анализа. В течение ряда лет входил в состав попечительского совета национальной премии в сфере PR «Серебряный лучник», возглавлял жюри премии. Являлся (2008—2011) президентом созданного им совместно с В. Б. Шестаковым «Национального информационного центра». В 2011 году стал одним из основателей Центра стратегических коммуникаций «РФМЕДИА», ориентированного на популяризацию в мире культуры и инновационного потенциала России.
В августе 2013 года возглавил Северо-Западный центр ИТАР-ТАСС, сменив руководившего этим подразделением центрального правительственного информационного агентства России в течение 22 лет Бориса Петрова.

## Награды
- Медаль ордена «За заслуги перед Отечеством» II степени (14 июня 2022 года) — за вклад в развитие средств массовой информации и многолетнюю добросовестную работу[5].
- Почетная грамота Республика Карелия (23 августа 2018) — за заслуги перед республикой и многолетний добросовестный труд